# Ereuniidae
Famille
Les Ereuniidae forment une famille de poissons abyssaux de l'ordre des Scorpaeniformes.

## Liste des genres et espèces
Selon World Register of Marine Species (13 août 2010) et ITIS (13 août 2010) :
- genre Ereunias Jordan & Snyder, 1901
- genre Marukawichthys Sakamoto, 1931